# Жундиаи-ду-Сул
Жундиаи-ду-Сул (порт. Jundiaí do Sul) — муниципалитет в Бразилии, входит в штат Парана. Составная часть мезорегиона Север Пиунейру-Паранаэнси. Входит в экономико-статистический микрорегион Жакарезинью. Население составляет 3242 человека на 2006 год. Занимает площадь 320,815 км². Плотность населения — 10,1 чел./км².

## История
Город основан в 1947 году.

## Статистика
- Валовой внутренний продукт на 2003 год составляет 21 953 590,00 реалов (данные: Бразильский институт географии и статистики).
- Валовой внутренний продукт на душу населения на 2003 год составляет 6394,87 реалов (данные: Бразильский институт географии и статистики).
- Индекс развития человеческого потенциала на 2000 год составляет 0,721 (данные: Программа развития ООН).

## География
Климат местности: субтропический. В соответствии с классификацией Кёппена, климат относится к категории Cfa.